# Geelarmpje
Het geelarmpje (Pardosa hortensis) is een spinnensoort uit de familie wolfspinnen Lycosidae. De soort komt voor in het Palearctisch gebied.
Het vrouwtje wordt 4,5 tot 6 mm groot, het mannetje wordt 3,5 tot 4,5 mm. De spin leeft in weiden en open velden in vochtige gebieden.